# FS ALe 801 / 940

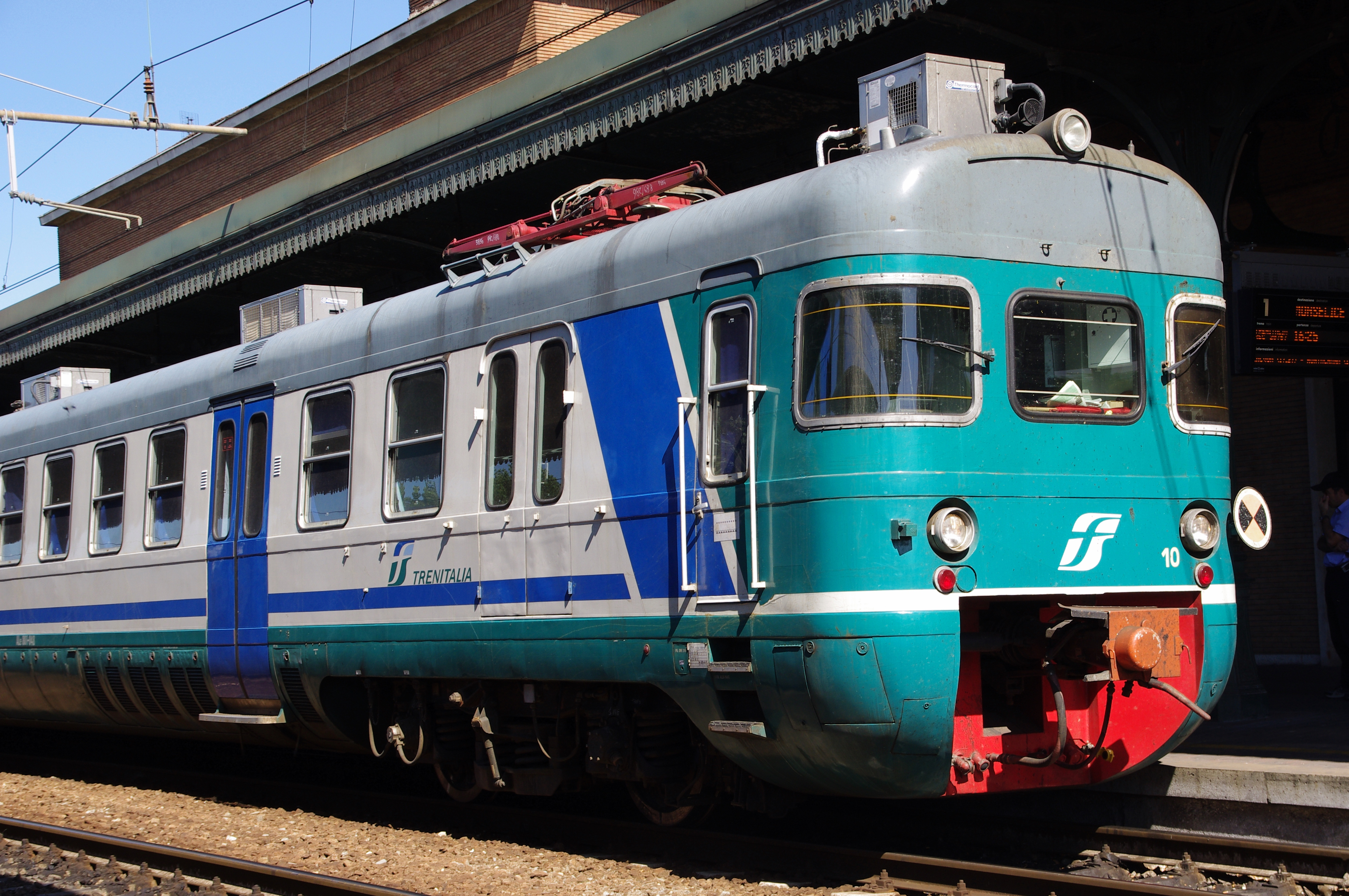
Rame FS ALe.801/940 en livrée XMPR

Les FS ALe.801/940 sont des rames automotrices électriques italiennes conçues par le bureau d'études des Ferrovie dello Stato Italiane - FS entre 1973 et 1975, destinées au trafic suburbain et régional. Ces rames bloquées se composent d'une motrice "ALe.801" de 2 remorques "Le.108" et d'une motrice "ALe.940", toutes aménagées en 2de classe avec 390 places assises, roulant à 150 km/h.

## Histoire

### Contexte
Après la fin de la Seconde Guerre mondiale, le système des transports change beaucoup en Italie. Alors qu'auparavant le train était considéré comme un moyen de transport pour les longues distances, il est devenu un outil indispensable pour les déplacements domicile-travail, sur de courtes distances. Cette évolution a été constatée dans tous les pays industrialisés mais, comme toutes les compagnies publiques, les chemins de fer italiens n'étaient pas préparés à cette évolution. Dans ce contexte, les rames automotrices électriques FS ALe.803, dérivées des rames rapides FS ALe.601, ont été conçues en 1957 et livrées en mai 1961. En 1973, avec le déclenchement de la guerre du Kippour, le choc pétrolier et la crise économique qui s'est ensuivie, les FS décident d'investir dans de nouveaux matériels électriques. Le 11 septembre 1973 les 25 premières rames FS Ale.801/940 et leurs remorques Le.108 sont commandées. Ces rames sont des unités bloquées de 4 caisses composées d'une motrice Ale.801 (80 places assises plus un compartiment fourgon), de 2 remorques Le.108 (108 places assises) et d'une motrice Ale.940 (94 places assises) qui peuvent être couplées jusqu'à trois rames avec intercirculation entre les rames. Toutes les voitures sont équipées d'un système de sonorisation et de toilettes. Après leur revamping de 1999, elles sont climatisées.
Dans leur livrée d'origine, orange (Giallo Colorado) avec une bande jaune en bas de caisse, elles ont été surnommées « Orange mécanique » et « Fanta » puis, avec la livrée FS XMPR en 1999, « Sprite ». Au fil des années, ces rames ont reçu différentes livrées publicitaires dont la plus célèbre est celle du « caffè Kimbo ».
En 2017, la compagnie Trasporto Ferroviario Toscano (TFT), très ancien concessionnaire privé des transports en commun de la province d'Arezzo en Toscane a acheté deux rames à Trenitalia. Ces rames comprennent 5 caisses au lieu des 4 des rames FS standard et ont remplacé les anciens trains constitués par les automotrices E.624 ou EBz modernisées tirant des voitures Corbellini reconstruites et surnommées « trains étudiants ». Depuis 2023, elles sont utilisées aux périodes creuses et comme matériel de réserve.
En octobre 2024, les éléments TFT ALe 801-016 + Le 108-065 + Le 108-085 + ALe 940-049 ont été cédés à la Fondation FS pour une restauration et l'exposition au Musée des matériels historiques de la compagnie nationale italienne.

### Le projet FS ALe.801/940
Le projet des rames électriques FS ALe 801 est né en 1973. Leur conception, assurée en interne par les bureaux d'études des Ferrovie dello Stato Italiane (FS), repose sur la base des rames précédentes qui ont connu un grand succès : les rames rapides de luxe FS ALe.601 et les ALe.803. Elles en reprennent l'esthétique traditionnelle des caisses, chère aux FS, chantre de la standardisation des matériels roulants.
La première série de 25 rames ALe.801/940 a été construite entre 1975 et 1977 et mise en service dès 1976. la seconde série a été construite entre 1978 et 1979 et mise en service dans la foulée.
Les premières rames ont été affectées en Ligurie, Vénétie, Lombardie et Piémont, suivies par la capitale Rome, où les ALe 801/940 ont été utilisées sur les liaisons urbaines en remplacement de la flotte des ALe.803 envoyées à Naples pour être utilisées sur le réseau « Metro FS », renforçant la dotation napolitaine en matériel déjà considérable.

## Caractéristiques techniques
Les 2 séries des 65 rames automotrices électriques FS ALe.801/940 sont constituées de caisses autoporteuses en acier reposant, chacune, sur deux bogies type X.1040 pour les motrices, Vm 940 FS pour les remorques, avec un empattement de 3 000 mm, une suspension primaire et secondaire assurée par des ressorts hélicoïdaux. Ces rames sont bidirectionnelles. La composition de la rame est théoriquement figée à 4 caisses mais on a vu, notamment au Piémont, sur des lignes très fréquentées, des rames de 5 caisses, comportant 3 remorques encadrées par 2 motrices.
La motorisation électrique à courant continu 3 kV comprend 2 moteurs T.165 FS par bogie, connectés en série entre eux. Ces moteurs de traction sont montés suspendus élastiquement et la transmission est de type "Fanelli". Chaque rame dispose d'une puissance de 2 096 kW.
Le captage du courant sur la ligne aérienne est obtenu via un pantographe type 52 FS placé sur chaque motrice.
Les deux motrices ALe.801 et ALe.940 sont techniquement strictement identiques, seul leur aménagement varie. La motrice ALe.801 comporte un compartiment fourgon à bagages de 8 m² qui réduit le nombre de places assises de 14 unités. 

### Livraisons
Les unités FS ALe.801/940 ont fait l'objet de 2 séries :
- 1re série - rames ALe.801/940.001 à 025, livraison en 1975/77, 390 places assises en 2e classe, un attelage automatique FS,
- 2e série - rames ALe.801/940.026 à 065, livraison en 1978/79, 390 places assises en 2e classe, un attelage automatique type Scharfenberg.

## Remorques Le 108
Les 130 remorques commandées par les FS ont été construites en 2 séries (50 + 80 unités). Leur caisse est identique à celle des automotrices, seule la longueur hors tampons est passée de 27 305 à 26 410 mm. Comme pour les motrices, la seule différence entre les 2 séries réside dans le type d'attelage.

## Éléments préservés
Une seule rame a, pour l'instant, été remise à la Fondation FS pour être restaurée et sauvegardée. Elle comprend :
- 1 automotrice électrique ALe.801.016, construite en 1977 par Stanga et Marelli,
- 1 remorque Le.108.065 de 1978, construite par Ansaldo et Cittadella,
- 1 remorque Le.108.085 de 1977, construite par Ansaldo et Breda (usine de Pistoia),
- 1 automotrice électrique ALe.940.049 de 1978, construite par Fiore (Lucana).

## Curiosité
- Les rames FS ALe.801/940 ont été les dernières issues d'un projet entièrement conçu par le Servizio Materiale e Trazione FS de Florence. Après 1978, à partir des "trains G.A.I.", la conception des rames et automotrices électriques a été assurée conjointement entre les FS et les constructeurs ferroviaires italiens.